# 情不自禁 (歌曲)
〈情不自禁〉（英語：Where the Dream Takes You）是臺灣歌手蔡依林的歌曲，收錄於原聲音樂專輯《失落的帝國 電影原聲帶》。該歌曲改編自美雅的〈Where the Dream Takes You〉，原曲由James Howard和Diane Warren創作，後由謝孟娟重新填詞、小螞蟻製作。該歌曲為電影《失落的帝國》的國語版主題曲，於2001年6月28日由環球音樂和大聲音樂以單曲形式發行。

## 背景和發行
2001年6月19日，媒體報導蔡依林將演唱迪士尼動畫電影《失落的帝國》主題曲〈Where the Dream Takes You〉的國語版，成為繼李玟和張學友後第三位演唱迪士尼電影中文主題曲的歌手。該電影是迪士尼首次將故事設定為冒險和戰爭愛情題材，公主角色展現堅定與無畏精神，為選擇蔡依林演唱國語版主題曲的原因。

## 創作和錄製
該歌曲中蔡依林使用比英文版〈Where the Dream Takes You〉演唱者美雅高半個調的唱腔演唱，透過電影情節和歌詞意境，展現對人生、愛情及生活的勇氣和堅持。

## 發行
2001年6月28日，蔡依林發行單曲〈情不自禁〉。同月30日，蔡依林於臺北市舉辦該歌曲首唱會。該歌曲的MV由賴偉康執導。

## 曲目
CD
1. 〈情不自禁〉——3:58
2. 〈如果不想要〉——4:12

## 發行歷史
| 地區 | 日期          | 格式     | 經銷商   |
| ---- | ------------- | -------- | -------- |
| 臺灣 | 2001年6月28日 | 電台播放 | 環球音樂 |